# Серединовский сельсовет
Серединовский сельсовет — муниципальное образование со статусом сельского поселения в Сампурском районе Тамбовской области.
Административный центр — село Серединовка.

## История
В соответствии с Законом Тамбовской области от 17 сентября 2004 года № 232-З установлены границы муниципального образования и статус сельсовета как сельского поселения.

## Население
| 2010 | 2012 | 2013 | 2014 | 2015 | 2016 | 2017 |
| ---- | ---- | ---- | ---- | ---- | ---- | ---- |
| 1003 | ↘975 | ↘974 | ↘940 | ↘918 | ↘895 | ↘879 |
| 2018 | 2019 | 2020 | 2021 |      |      |      |
| ↘867 | ↘848 | ↘828 | ↘795 |      |      |      |

## Состав сельского поселения
| № | Населённый пункт | Тип населённого пункта       | Население |
| - | ---------------- | ---------------------------- | --------- |
| 1 | Верхоценье       | село                         | 344       |
| 2 | Понзари          | село                         | 257       |
| 3 | Серединовка      | село, административный центр | 402       |